# こおろぎさとみ
こおろぎ さとみ（1962年11月14日 - ）は、日本の女性声優、ナレーター。東京都三鷹市出身。ぷろだくしょんバオバブ所属。元夫は声優の中原茂。
代表作は『クレヨンしんちゃん』（野原ひまわり）、『少年アシベ』（ゴマちゃん）、『ポケットモンスターシリーズ』（ミュウ、ピチュー、トゲピー）など。

## 経歴

### 生い立ち
小さい頃からごっこ遊びが好きで、風呂敷1枚で「お姫様や魔法使いに変身!」という感じでなりきり遊んでいた。当時の三鷹市は武蔵野の雰囲気が残っており、駅から離れたところに桑畑などがあったことから、林や森の中を走り回っていた。子供の頃からアニメは好きだったといい、夏休みの午前中に連続してアニメを放送する「夏休みアニメ祭り」のような番組はよく見ていたという。
高校生の時に職業としての声優を認識した。それ以前も言葉としての声優があることは知っていたが、高校生になるまで気にしてはいなかったという。
声に特徴があり、昔から「変った声」と言われており、周囲からは「声優になったらいいかも」と冗談まじりに薦められていたが、「声優という仕事もあるんだ」という感じで真剣には受け止めていなかったという。
高校時代になりたい職業は童話作家、幼稚園教諭、声優の三つであり、童話作家は食べていけないと思い、声優は芸能界なため、「なれるわけがない」と当時は断念しており、幼稚園教諭を選択した。

### 幼稚園教諭・養成所時代
高校卒業後、女子聖学院短期大学幼児教育科に進学して幼稚園教諭になる。
楽しいことはたくさんあったが、絵本や紙芝居の読み聞かせなどは特に好きで、色々な役を一人で声色を変えて聞かせていた。アニメも相変わらず好きだったため、アニメの話を園児たちとしたりもしていた。幼稚園の教諭たちもアニメ好きな人物が多く、よく話をしていた。
そんなアニメ好きな教諭同士で、当時映画で見た『アリオン』の影響を受け、高校生の頃に蓋をしていた気持ちに火が付き、「こんなに素敵なことを自分もしてみたい」、「私もこれをやってみたい」と声優を志すようになる。幼稚園の教諭の仕事も楽しくやりがいがあったことから、それまでは声優になろうとは具体的には何も考えていなかったが、『アリオン』を観た後は声優になるための行動を開始し、アニメ情報誌を買ってきて読むようにもなった。
両親、特に父は反対しており、養成所の費用は全て自分で捻出していた。そのために郵便局、レストラン、OL、社長秘書などのアルバイトを多数掛け持ちしていた。住むところだけはどうにもならなかったため、そのまま実家に住んでいたが、栄養失調や過労で倒れたりしたこともあった。1回しかない人生だったことから、「ここは泣いてもらおう」、「声優になりたいという自分の人生を突き進むことで、家族の信頼感など、失くしたものが多過ぎる」と思っていたが、家の中では反対する父とこおろぎの間で板ばさみの母の姿を見ていたため、大変であった。当時のこおろぎはまだ若かったため、何だかんだ言って両親は協力していてくれるということが分らず、「認めてもらえないことが辛い」という思いが強かったが、2008年時点では感謝しており、「ようやく愛されていたんだなぁ」と実感できるようになったという。
その後、アニメ情報誌のページの端にある帯広告で見つけたアートアカデミーに電話をして受験し、同アカデミーに通う。その養成所を選んだ理由については、「一番最初に目についたから」と語り、「どこにしようか」などはあまり考えていなかった。通いだしてすぐ仲間が出来たため、通えなかった火曜と土曜の2回分の内容は皆に聞いており、「絶対声優になりたい」と思っていたことから「週1回の授業で全部習得してやる!!」という意気込みで臨んでいた。
幼稚園教諭は4年勤めたが、最後の1年のみ、養成所と幼稚園教諭を両方掛け持ちで通っていた。当時は「アニメの声をするのかな」と思っていたところ、発声や体作りなどの基礎から全て行い、「こんなこともしなきゃいけないんだな」と感じたが、更に朗読やラジオドラマ、舞台演劇と想像もしていないことだらけだっため、毎回戸惑いながらレッスンしていた。幼稚園の教諭を4年してからのチャレンジだったことから、年齢的にもスタートが早いとは言えず、不安はたくさんあり、こおろぎ以外の人物は何かしらの演技経験のある人物ばかりだったため、経験の全くないこおろぎは劣等生だった。
アートアカデミーに通いだしてから場所が変ったり、経営の面でも二転三転があり、最終的には講師でもあった山田太平のところで指導を受けており、「山田がいなければマイクの前に立つことはなかった」と語る。こおろぎはずっと劣等生だったため、「自分が声優になれる」と思っておらず、「せめて1回だけでもテロップに自分の名前が載れば本望」と思っていた。
こおろぎの特徴的な声はハンディキャップであり、外国映画をやってもアニメにしか聞こえないという具合であり、浮いてしまっている自分を感じており、当時は「普通の声になりたい」と心底思っていた。発声も滑舌も苦手で、あまり上手くならなかったが、それでも「自分なりに頑張った」と語る。
劣等感を持ちながらレッスンを続けていたことについては、下手だったものの楽しくはあり、自分が下手なのを知っていたため、「失敗しても当たり前じゃないか」と思っており、緊張もして「嫌だなぁ」と思ったりもしていたが、元々幼稚園の教諭から転向した経緯があるため「下手で当たり前、皆より遅れていて当然だ」と思うようにしていた。仲間や山田の励ましもあり、特に山田からは「絶対大丈夫だから。絶対いいものを持っているから、いつか花が咲く、開花するから。俺にはわかるよ」と言い続けてくれたのが、とても心に残っていた。
レッスン場が山田のところに移ってからは、内弟子のように山田の事務所兼自宅に入り浸み、山田が食事を作ってくれたりと色々お世話になっていた。その縁もあり山田のことを「太平お父さん」と呼ぶほど信頼しており、毎日練習は欠かさず取り込んでいた。
最後の最後まで山田に面倒を見てもらい、力添えがあったことから、山田に「絶対になんとかしてやる」と紹介されてバオバブ学園（現：ビジュアル・スペース俳優養成所）5期生として入所。同園時代は、急に仕事を受けることもあったため、アルバイトを急遽キャンセルして仕事優先にしており、そのためアルバイトはクビになることが多かったという。
ある日突然、事務所から来ていた便りで、所属が決まった生徒の発表でこおろぎの名前がぷろだくしょんバオバブの名簿に掲載されていたため、「所属になったんだな」とぷろだくしょんバオバブへの所属が決まった。同期生では3名所属になったという。
劣等生で演技力があったとはとても思えなかったが、「先生に喰らいついてでも何か盗んでやろう」という気持ちは持っていた。「そういう自分の姿を山田は見ていたのかもしれない」「『この子はそんなに声優になりたのか』と思いを汲んでくれたのかもしれない」と語っている。

### キャリア
デビュー作は、1988年放送のテレビアニメ『それいけ!アンパンマン』におけるこひつじ役。洋画デビューは『ビッグ』。アニメの初めて準レギュラーは『ミラクルジャイアンツ童夢くん』の麻生かおり役。アニメの初レギュラーは『ハーイあっこです』のハナコ役となる。
マイクに入ることだけでも難しく、先輩が襟首つまみ、無理やりマイク前に引っ張ってくれたこともあった。緊張で声が裏返ってしまい、収録できないため、「もういい」とディレクターに怒られたこともあり、泣いて帰ったことは、何度もあったという。
声優活動当初は仕事、現場が怖く、不安のほうがはるかに大きかった。現場に行っていたところ、話してくれた人物の側に座り、緊張しすぎないようにしていた。名前が面白いということで、声をかけてくれた人物もいたため、助かったという。
『ハーイあっこです』のハナコは当初、赤ん坊だったため、いろんな気持ちをすべて「オギャーオギャー」で表現しなければならないため、坂本千夏の赤ん坊の演技を盗もうと努力したという。『少年アシベ』のゴマちゃんのオーディションでは「キュー」でいろんなことを表現しろと言われたとき、ハナコが思い浮かび、「オギャー」を「キュー」にすればいいかなとチャレンジした結果、役をもらったという。
声の仕事は養成所の2年目で『キャッ党忍伝てやんでえ』に出演。結局は、仕事と養成所との両立が難しくなり、最後の3ヶ月は養成所を辞めて、仕事に専念させてくれることになったという。
1年後の『キャッ党忍伝てやんでえ』の終わり頃、緊張がほぐれてきて、少しずつだが、アフレコを楽しめるようになってきた。ディレクターが「最初と最後で一番変化が著しかったのはこおろぎだ」と打ち上げで言ったことがうれしく自信を持つことができたという。
新人の頃はオーディションに落ちるたびに落ち込んでいたが、事務所の大先輩に「オーディションなんて60本受けて1本受かればいいんだよ」と言われ、楽に考えられるようになった。事務所のマネージャーだったたてかべ和也からも「受かろうと思っているから駄目なんだよ。楽しんで来い」と言われたという。
何よりも思い出深い作品は初めてテレビアニメの主役を演じた『ママは小学4年生』で、収録のある月曜日は他の仕事を入れないようにしていた。また、最終回の収録では、最後までなつみ役を務められたことがうれしくて泣いてしまったという。

### 声帯疲労からの回復
2002年、声帯疲労で1年間ほど声が出なくなる。その時はゲームの仕事での収録中であったが、いきなり声が出なくなり、それ以降の収録ができなくなり、事務所にその報告をする電話すらできないような状態だった。色々な高名な医師に診てもらったが、「治療には長い時間がかかることと、今までのキャラクターは無理なので路線変更を考えてください」と宣告され、「声が出ないのではなく、声が出せないほど体が疲れているんですよ」と言われ愕然としていた。声帯が全く震えず、声帯の周りの筋肉が動かず、喋ろうと意識をしてしばらくしてから音が出る感じだった。しかも声とは違う音が出てしまい、ショックで1ヵ月ぐらいは毎日家に帰って泣いていた。一度は廃業を考えていたが、その後は回復して再び活躍している。当時はレギュラーとして出演していた持ち役は、大半は代役で対応していたが、『クレヨンしんちゃん』の野原ひまわりだけは瞬間芸で演じていた。しかし、声優を辞めたくないという気持ちはあり、今までの自分の声をなんとしてでも取り戻したかったため、「私も頑張りますので、先生なんとかしてください」とお願いして、長く地道なリハビリを始める。事務所には1日1本にしたり、長尺の仕事など出演し通しのものは避けてもらうようにお願いしていた。タバコの煙などはNG、人の多い電車の中も空気が悪いためNGであり、その後は夏でも車中では常にマスクをするようにしており、自分の身体のメンテナンスのために整体や鍼などにも通うようになったという。
ここまで頑張ってこれたのは友人の励ましで、皆が手を握って「エネルギーを送るから」と応援してくれたことが1番心に響き、身体はすぐには治らないが、精神的に立ち直らせてもらったという。落ち込んでいる時は、マネージャーの言葉も耳に入らず、「気にしないで、と言われてもそんなことができるわけない」とマネージャーの精一杯の優しさにもあたってしまったりしたこともあった。あの1年もの間、色々な心の葛藤があったが、皆が励まし続けてくれたおかげで2008年時点のこおろぎがおり、このことは絶対に忘れられないという。仕事も事務所がとても気を遣っており、負担のかからないスケジュールを組んでもらったため、なるべく声に負担にならない形で仕事を続けていた。いい人物たちに巡り会い囲まれていたから声優としての活動を続けられているのだといい、大事な時期に必ず誰かが自分のことを見ており助けてくれたこと、そんな出会いができたことが自身の財産だと語る。

## 人物・エピソード
「こおろぎ（興梠）」という苗字は両親の出身地である宮崎県にみられる、日本神話に由来するものである。他の地域の人には読むことが困難なため、芸名をひらがなにした。本名の正確な仮名遣いは「こうろぎ」である。山田太平に「カッコイイ芸名をつけたい」と話をしていたが、「絶対本名のままがいい」と述べていたという。
幼い頃、吃音症であり、自分の名前の「さとみ」も言えず、「…みぃ」と発声するほどだった。しかし、小学生の頃歌が好きで、姉のピアノの伴奏で不思議とどもらずに歌えたことで克服。こおろぎも「自信になったんでしょうね」と述べる。またこの時についた愛称「みぃ」も今は気に入っているとのこと。ピアノは4歳の頃から中学2年生まで習っていた。前述の通り、姉がピアノをしていたため一緒に習い始め、2008年のインタビューでは、ピアノを習っていたことがとても役立っていると語る。仕事で歌や譜面を渡されることもあるため、習わせてくれた母にとても感謝しているという。譜面を読まないと音楽がわからず、頭の中にイメージする鍵盤があり、叩いて音を掴み、昔は聞いた音をそのまま譜面に落とせたが、2008年当時は暗号だらけ、自分にしかわからない譜面になった。姉はこおろぎが声優になる前も応援しており、昔からこおろぎの心強い味方だという。
中学時代はテニス部に所属していたが、夕方5時くらいから放送されていたテレビアニメ『海のトリトン』の再放送の方が楽しくなってしまったことから1年生の途中でテニス部は退部させられてしまったという。
高校時代はサザンオールスターズのコピーをするバンドのボーカルの男子が好きだったため、側にいるためにギターを購入してフォーク部に所属し、バンド活動をしていた。その男子とはギターを教えてもらい、何とかしたいと思ったが実らずに終わったという。前述の通りピアノを習っていたため、キーボードを弾いて歌を歌ったりしていた。ユーミン世代だったことから、譜面を買ってきて弾き語りなどもよくしていたという。
学生時代、同じく声優の辻谷耕史と同じ千葉県立我孫子高等学校でクラスが一緒だった。また、阪神タイガース監督の和田豊とも同じ学校の同級生だった。

### 特色
かわいらしくてハスキーな声を持つ。こおろぎによればフォークソング部に入っていたころ、ハスキーな声に憧れ、わざと喉をつぶす行為に出た結果、失敗してできた声だという。
数々のテレビアニメ、外画吹き替え、ナレーション、ゲームなどで活躍。
赤ちゃん、動物役の演技に定評があり、数多くの役柄を演じる。
演じる役は少女役が多いが、『少年アシベ』のゴマフアザラシ、『クレヨンしんちゃん』の野原ひまわり、『YAWARA!』の花園富薫子役など赤ちゃん、動物役などが目立っており、「台詞を話せてもらえない」役を演じることが多い。
赤ちゃん役に関しては、『ハーイあっこです』の時に尊敬する坂本千夏がいたため、マネをするところから始めたが、坂本とは、声は似ていないため、声質はマネしようがなく、坂本の赤ちゃん役を演じる時の子供の生理をマネしていたという。
色々経験したりしていくうちに、「赤ちゃん役が大好きと赤ちゃん役なら怖くないぞ」と言えるようになったという。電車の中で赤ちゃんを見ていたところすかさず観察したりもしていた。この頃から「声が少し特徴的だ」ということで、人間以外の役でもとりあげてもらうようになったという。
オーディションの際は「受かろう」とは思わず、「『この役を私ならこう演じます』ぐらいな気持ちでやれたらいいのではないか」と考えているという。オーディションでは、原稿を読んでパッと浮かぶインスピレーションで受けることが多い。
現場では、共演者から必ず何か盗むようにしているという。
『少年アシベ』のゴマちゃん役では「キュー、キュー」とひたすら鳴く役で感情や言葉を演じ分けたが、その苦しさのあまり、喉から血を出したことがある。

### 趣味・嗜好
特技は子供の声で電話セールスを断ること、ピアノ、ギター、スキー、シュノーケリング。趣味は庭いじり、音楽を聴く、お散歩、読書。
資格は普通自動車免許、幼稚園教諭2級免許、鼓笛ライセンス5級。
人生のモットーは「自分らしく」。

## 出演
太字はメインキャラクター。

### テレビアニメ
1988年
- それいけ!アンパンマン（こひつじ、つくしくん、ネコ美、スピカ 他）

1989年
- 青いブリンク（女の子）
- 獣神ライガー（1989年 - 1990年、ミカ、仲間B、轟りえ）
- 天空戦記シュラト（ミンチ、アグリ）
- ハーイあっこです（坂本ハナコ）
- ミラクルジャイアンツ童夢くん（麻生かおり）
- レスラー軍団〈銀河編〉 聖戦士ロビンJr.（ミミ）

1990年
- アイドル天使ようこそようこ（里美、猫子）
- からくり剣豪伝ムサシロード（オハル）
- キャッ党忍伝てやんでえ（1990年 - 1991年、おタマ、三十一文字屋の店員）
- PEACH COMMAND 新桃太郎伝説（竜子）
- 魔動王グランゾート（妖精）

1991年
- コボちゃんスペシャル 夢いっぱい!!（ハナコ）
- 緊急発進セイバーキッズ（アリス）
- 少年アシベ（1991年 - 1993年、ゴマちゃん、ゆみこちゃん） - 2シリーズ
- ちびまる子ちゃん（みちこちゃん）
- 21エモン（女の子A、パッピーA）
- 魔法のプリンセス ミンキーモモ（子供C）
- 横山光輝 三国志（香蘭〈少女時〉）
- わたしとわたし ふたりのロッテ（クリスチーネ）

1992年
- 美味しんぼ（女の子）
- 風の中の少女 金髪のジェニー（ジミー）
- クレヨンしんちゃん（1992年 - 、ユミ、メグミちゃん、みきちゃん、野原ひまわり、しんこちゃん 他）
- 花の魔法使いマリーベル（ユーリ）
- ママは小学4年生（水木なつみ）
- YAWARA!（女子大生A、女子社員A、空港アナウンス、娘、フクちゃん 他）

1993年
- 機動戦士Vガンダム（スージィ・リレーン、カルルマン・ドゥカートゥス、コニー・フランシス）
- 超電動ロボ 鉄人28号FX（哲也）
- ドラえもん（テレビ朝日版第1期）（ツトムくん）
- しましまとらのしまじろう（もぐのすけ）

1994年
- 愛と勇気のピッグガールとんでぶーりん（国分周平、ぶたセッションレッド）
- 魔法陣グルグル（ミグ）
- 覇王大系リューナイト（ピンク）
- 平成イヌ物語バウ（田中君、ひとみ）

1995年
- 怪盗セイント・テール（ルビィ、涼子）
- 飛べ!イサミ（東上別府菊丸）
- バーチャファイター（リリアナ）
- 魔法騎士レイアース（セラ、サンユン）
- ママはぽよぽよザウルスがお好き（保与田ジュラ）
- ロボットパルタのいたずらテレビ（パルタ）

1996年
- 快傑ゾロ（シルビア）
- こどものおもちゃニューヨーク編（シシル・ハミルトン）
- VS騎士ラムネ&40炎（PQ）
- YAT安心!宇宙旅行（1996年 - 1998年、カネア・マリーゴールド、アメリア）
- YAWARA! Special ずっと君のことが…。（フクちゃん）
- るろうに剣心 -明治剣客浪漫譚-（サクラ）

1997年
- 少女革命ウテナ（チュチュ、影絵少女B子）

1998年
- おじゃる丸（1998年 - 、カズマのママ〈田村愛〉、アケミ、カメ・トメ、エンマの妻 他）
- ガサラキ（豪和美鈴）
- 金田一少年の事件簿（安岡真奈美）
- セイバーマリオネットJtoX（リート）
- Night Walker -真夜中の探偵-（慎治）
- ひみつのアッコちゃん（第3作）（少将）
- ポケットモンスター（1998年 - 2002年、トゲピー、シゲルのブラッキー、ピチュー、レオン、ダンのマルマイン、ユウジのメタモン、ナナコのチコリータ→ベイリーフ→メガニウム、アカネのニドリーナ、スモモ 他）
- MASTERキートン（ラルフの母）

1999年
- エクセル・サーガ（メンチ、サンドラ、ゆかり、プチュウ、くみくみ 他）
- 快傑蒸気探偵団 TV ANIMATION SERIES（マリアン）
- 劇場版ポケットモンスター ミュウツーの逆襲 完全版（トゲピー、ゼニガメツー）
- ゴクドーくん漫遊記（リー・ホウ）
- サイボーグクロちゃん（バーサン、リキ、ブッチ）
- ∀ガンダム（ルル）
- デビルマンレディー（千代子）
- 仙界伝 封神演義（黒点虎）

2000年
- キョロちゃん（ガン子）
- 週刊ストーリーランド（2000年 - 2001年、政夫の息子）
- ポケットモンスター ミュウツー! 我ハココニ在リ（カスミのトゲピー）
- ラブひな（萌）

2001年
- ココロ図書館（井上ひかり、井上あかり〈ひかりの母〉）
- こみっくパーティー（2001年 - 2005年、ラジオパーソナリティ、桜井あさひ、モモ） - 2シリーズ
- 忍たま乱太郎（女B、たまちゃん）
- 魔法戦士リウイ（キャサリン）
- AIBOアニメーション ピロッポ（モンド君、ペンポさん）

2002年
- おねがい☆ティーチャー（風見まほ）
- ポケットモンスター サイドストーリー（2002年 - 2004年、トゲピー、ピチュー〈弟〉、レオン、ブラッキー、メガニウム）

2003年
- 金色のガッシュベル!!（2003年 - 2006年、ウマゴン）
- スクラップド・プリンセス（ナタリィ）
- 凧になったお母さん（敬子）
- トムトム☆ブー（ブー）
- 鋼の錬金術師（ニーナ・タッカー）
- プラネテス（ノノ）
- ポケットモンスター アドバンスジェネレーション（2003年 - 2004年、トゲピー、カゲボウズ）
- 無限戦記ポトリス（テムテム）
- らいむいろ戦奇譚（2003年 - 2005年、九鬼） - 2シリーズ

2004年
- わがまま☆フェアリー ミルモでポン! わんだほう（ミザル）

2005年
- 甲虫王者ムシキング 森の民の伝説（幼いパサー）
- 地獄少女（インコ）
- ともだち、なんだもん!―コウモリのステラルーナの話（ステラルーナ）
- ふしぎ星の☆ふたご姫（2005年 - 2007年、プーモ） - 2シリーズ

2006年
- ああっ女神さまっ それぞれの翼（長谷川空〈代役〉）
- 機神咆吼デモンベイン（ソーニャ、稲田比呂乃、ルルイエ異本）
- 出ましたっ!パワパフガールズZ（ペンナ）
- まじめにふまじめ かいけつゾロリ（サイサイ）
- ラブゲッCHU 〜ミラクル声優白書〜（こうらぎさとこ）

2007年
- この青空に約束を― 〜ようこそつぐみ寮へ〜（沢城凛奈）
- ケンコー全裸系水泳部 ウミショー（武田聖斗）
- ポケットモンスター ダイヤモンド&パール（2007年 - 2008年、ブラッキー、チャッピー）
- ミヨリの森（幼少時のミヨリ）

2008年
- RD 潜脳調査室（エライザ）
- チーズスイートホーム（2008年 - 2009年、チー） - 2シリーズ

2009年
- 怪談レストラン（おきくちゃん）
- CLANNAD 〜AFTER STORY〜（岡崎汐）
- ケロロ軍曹（赤ん坊バブブ）
- こんにちは アン 〜Before Green Gables（ノア・トーマス、マギー、エラ・ハモンド）
- たまごっち!（2009年 - 2015年、ハピハピっち、マダムキキ、どれみっち、トロピカっち、れーなおばっち、ナレーション） - 4シリーズ
- フレッシュプリキュア!（2009年 - 2010年、シフォン）
- ミチコとハッチン（フリオ）

2010年
- 祝福のカンパネラ（フィオーレ・ベルリッティ、タンゴ）
- ドラえもん（テレビ朝日版第2期）（2010年 - 2016年、ルミ、クロ）
- ひめチェン!おとぎちっくアイドル リルぷりっ（ハムレット）

2011年
- これはゾンビですか?（妄想ユー）
- TIGER & BUNNY（サム）
- 日常（ナレーション）
- 名探偵コナン（中北楓）

2012年
- クレヨンしんちゃん/SHIN-MEN（ピマワリ）
- FAIRY TAIL（2012年 - 2024年、フロッシュ） - 4シリーズ

2013年
- ポケットモンスター ベストウイッシュ シーズン2 エピソードN（レオン）

2015年
- 血界戦線（2015年 - 2017年、偏執王アリギュラ） - 2シリーズ
- Go!プリンセスプリキュア（ティナ）

2016年
- こねこのチー ポンポンらー大冒険（チー）
- ドラゴンボール超（全王、ソレル）

2017年
- リトルウィッチアカデミア（さかなくん）

2018年
- ポプテピピック（2018年 - 2021年、ポプ子〈第7話Aパート / 再放送・リミックス版第12話Aパート〉）
- こねこのチー ポンポンらー大旅行（チー、マミ）
- HUGっと!プリキュア（シフォン）

2021年
- 100万の命の上に俺は立っている（ゲームマスター）

2022年
- ポケットモンスター（シゲルのブラッキー）
- かぎなど（岡崎汐）

### 劇場アニメ
1992年
- ドラえもん のび太と雲の王国（TVアナウンサー）
- YAWARA! それゆけ腰ぬけキッズ!!（裕次郎の母）
- 花の魔法使いマリーベル フェニックスのかぎ（ユーリ）

1994年
- クレヨンしんちゃん ブリブリ王国の秘宝（子ザル）

1995年
- ドラえもん のび太の創世日記（チュン子）
- マクロス7 銀河がオレを呼んでいる!（ペドロ）

1996年
- トイレの花子さん（野原ゆり）
- PIPI とべないホタル（アイ）

1997年
- ヘルメス—愛は風の如く（パン）
- クレヨンしんちゃん 暗黒タマタマ大追跡（ひまわり）
- 劇場版 キューティーハニーF（ロリタークローラ）

1998年
- クレヨンしんちゃん 電撃!ブタのヒヅメ大作戦（ひまわり）
- 劇場版ポケットモンスター ミュウツーの逆襲（トゲピー）
- ピカチュウのなつやすみ（トゲピー）

1999年
- クレしんパラダイス! メイド・イン・埼玉（ひまわり）
- クレヨンしんちゃん 爆発!温泉わくわく大決戦（ひまわり）
- 劇場版ポケットモンスター 幻のポケモン ルギア爆誕（トゲピー）
- 少女革命ウテナ アドレッセンス黙示録（チュチュ、影絵少女F子）
- ピカチュウたんけんたい（トゲピー）

2000年
- 映画おじゃる丸 約束の夏 おじゃるとせみら（カズマのママ〈田村愛〉）
- クレヨンしんちゃん 嵐を呼ぶジャングル（ひまわり）
- 劇場版ポケットモンスター 結晶塔の帝王 ENTEI（トゲピー）
- ピチューとピカチュウ（ピチュー〈弟〉）

2001年
- アリーテ姫（魔女）
- クレヨンしんちゃん 嵐を呼ぶ モーレツ!オトナ帝国の逆襲（ひまわり）
- 劇場版ポケットモンスター セレビィ 時を超えた遭遇（トゲピー）
- ピカチュウのドキドキかくれんぼ（トゲピー）

2002年
- クレヨンしんちゃん 嵐を呼ぶ アッパレ!戦国大合戦（ひまわり）
- 劇場版ポケットモンスター 水の都の護神 ラティアスとラティオス（トゲピー）
- ピカピカ星空キャンプ（ピチュー〈弟〉）

2003年
- クレヨンしんちゃん 嵐を呼ぶ 栄光のヤキニクロード（ひまわり、埼玉のタマちゃん）
- 東京ゴッドファーザーズ（清子）

2004年
- クレヨンしんちゃん 嵐を呼ぶ!夕陽のカスカベボーイズ（ひまわり）
- 劇場版 金色のガッシュベル!! 101番目の魔物（ウマゴン）
- Pa-Pa-Pa ザ★ムービー パーマン タコDEポン!アシHAポン!（ロコ）

2005年
- クレヨンしんちゃん 伝説を呼ぶブリブリ 3分ポッキリ大進撃（ひまわり）
- 劇場版 金色のガッシュベル!! メカバルカンの来襲（ウマゴン）
- 劇場版ポケットモンスター アドバンスジェネレーション ミュウと波導の勇者 ルカリオ（ミュウ）

2006年
- クレヨンしんちゃん 伝説を呼ぶ 踊れ!アミーゴ!（ひまわり）
- 劇場版 遙かなる時空の中で 舞一夜（藤姫〈代役〉）
- パプリカ（日本人形）
- ブレイブ・ストーリー（ジョゾ）

2007年
- 劇場版CLANNAD -クラナド-（岡崎汐）
- クレヨンしんちゃん 嵐を呼ぶ 歌うケツだけ爆弾!（ひまわり）

2008年
- 映画! たまごっち うちゅーいちハッピーな物語!?（ハピハピっち）
- クレヨンしんちゃん ちょー嵐を呼ぶ 金矛の勇者（ひまわり）

2009年
- 映画 プリキュアオールスターズDX みんなともだちっ☆奇跡の全員大集合!（シフォン）
- クレヨンしんちゃん オタケベ!カスカベ野生王国（ひまわり）
- フレッシュプリキュア! おもちゃの国は秘密がいっぱい!?（シフォン）

2010年
- 映画 プリキュアオールスターズDX2 希望の光☆レインボージュエルを守れ!（シフォン）
- クレヨンしんちゃん 超時空!嵐を呼ぶオラの花嫁（ひまわり）

2011年
- 映画 プリキュアオールスターズDX3 未来にとどけ! 世界をつなぐ☆虹色の花（シフォン）
- クレヨンしんちゃん 嵐を呼ぶ黄金のスパイ大作戦（ひまわり）
- 手塚治虫のブッダ -赤い砂漠よ!美しく-（赤ん坊のシッダールタ）

2012年
- アシュラ（赤ん坊のアシュラ）
- 映画 プリキュアオールスターズNewStage みらいのともだち（シフォン）
- クレヨンしんちゃん 嵐を呼ぶ!オラと宇宙のプリンセス（ひまわり）
- メロエッタのキラキラリサイタル（トゲピー）

2013年
- クレヨンしんちゃん バカうまっ!B級グルメサバイバル!!（ひまわり）

2014年
- クレヨンしんちゃん ガチンコ!逆襲のロボとーちゃん（ひまわり）
- 聖闘士星矢 LEGEND of SANCTUARY（城戸沙織〈赤ちゃん〉）

2015年
- クレヨンしんちゃん オラの引越し物語 サボテン大襲撃（ひまわり）

2016年
- クレヨンしんちゃん 爆睡!ユメミーワールド大突撃（ひまわり）

2017年
- クレヨンしんちゃん 襲来!!宇宙人シリリ（ひまわり）

2018年
- クレヨンしんちゃん 爆盛!カンフーボーイズ〜拉麺大乱〜（ひまわり）

2019年
- クレヨンしんちゃん 新婚旅行ハリケーン 〜失われたひろし〜（ひまわり）
- 劇場版ポケットモンスター ミュウツーの逆襲 EVOLUTION（トゲピー）

2020年
- クレヨンしんちゃん 激突! ラクガキングダムとほぼ四人の勇者（ひまわり）

2021年
- クレヨンしんちゃん 謎メキ!花の天カス学園（ひまわり）

2022年
- クレヨンしんちゃん もののけニンジャ珍風伝（ひまわり）

2023年
- しん次元! クレヨンしんちゃん THE MOVIE 超能力大決戦 〜とべとべ手巻き寿司〜（野原ひまわり）

2024年
- クレヨンしんちゃん オラたちの恐竜日記（野原ひまわり）

2025年
- クレヨンしんちゃん 超華麗!灼熱のカスカベダンサーズ（野原ひまわり）

### OVA
1989年
- 力王 RIKI-OH 等括地獄（蛍子）

1991年
- きまぐれオレンジ☆ロード（第3期）（チエ）
- 小学生の誘拐防止 ユミちゃんあぶないよ!（ゆみちゃん）
- 聖伝-RG VEDA-（愛染明王）
- 超幕末少年世紀タカマル（どすこいさん、子供B）

1992年
- インフェリウス惑星戦史外伝 CONDITION GREEN（少女(2)）
- 新・超幕末少年世紀タカマル（どすこい）
- 万能文化猫娘（佳美）

1993年
- ロックマン 星に願いを（ロール）

1994年
- I・R・I・A ZEIRAM THE ANIMATION（サラ）
- THE レイプマン（一文字由香）
- 聖ミカエラ学園漂流記II（弥生）
- 同級生 夏の終わりに（田中美沙）
- 万能文化猫娘（佳美）
- マップス（リプリム）
- 魔物ハンター妖子5 光陰覇王の乱（真野マドカ〈若返り時〉）

1995年
- アイドルプロジェクト（ルカ・エッセンポルカ）
- 銀河お嬢様伝説ユナ 哀しみのセイレーン（一条院ミサキ）
- 同級生 クライマックス（田中美沙）
- 妖精姫レーン（夢乃館真理）

1996年
- 銀河お嬢様伝説ユナ 深闇のフェアリィ（一条院ミサキ）
- 聖少女戦隊レイカーズEX（橘夏音）
- それいけ!アンパンマン お誕生日ビデオシリーズ（つくしくん）
- タトゥーン★マスター（藤松）
- 同級生 クライマックス ファイル2（田中美沙）
- 同級生2（田中美沙）
- 魔討綺譚 ZANKAN!（斬奸）（1996年 - 1997年、クスカ）
- 妖精姫レーン お風呂が空をとんでいた（夢乃館真理）

1997年
- VS騎士ラムネ&40FRESH（PQ）

1998年
- ジオブリーダーズ 魍魎遊撃隊 File-X ちびねこ奪還（菊島雄佳）
- 真ゲッターロボ 世界最後の日（レアンヌ）
- 世紀末リーダー外伝たけし!（ナナ）
- ピカチュウのふゆやすみ（トゲピー）

1999年
- トラジマのミーめ（ミーくん）
- 日本アニメーション25周年特別企画〜ザ・ヒストリー・オブ・日本アニメーション「みつばちマーヤの冒険」（ウイリー）
- Piaキャロットへようこそ!!2 DX（八雲未来）

2000年
- ジオブリーダーズ2 魍魎遊撃隊 File-XX 乱戦突破（菊島雄佳）
- ピチューとピカチュウのふゆやすみ2001（トゲピー）
- ぼくたちピチューブラザーズ 風船騒動の巻（ピチュー弟）

2001年
- ぷにぷに☆ぽえみぃ（我々守ひとみ）

2002年
- カナリア 〜この想いを歌に乗せて〜（八朔絵理）
- ラブひな Again（萌）

2003年
- Happy World!（日下部ゆりあ）
- ぼくたちピチューブラザーズ 〜パーティはおおさわぎ!のまき〜（ピチュー〈おとうと〉）※「ポケモンチャンネル 〜ピカチュウといっしょ!〜」内OVA

2004年
- らいむいろ戦奇譚 南国夢浪漫（九鬼）

2006年
- ふしぎ星の☆ふたご姫 Gyu! スペシャル ぐるり☆ふしぎ星めぐり（プーモ）

2008年
- 念仏物語（菊坊）
- やなせたかしメルヘン劇場 てんしのぐらたん（ぐらたん）

2011年
- 祝福のカンパネラOVA（タンゴ）

### Webアニメ
2006年
- 戦慄のミラージュポケモン（ミュウ）

2016年
- クレヨンしんちゃん外伝 エイリアン vs. しんのすけ（ひまわり）
- クレヨンしんちゃん外伝 おもちゃウォーズ（ひまわり、ワーガマーマ）
- ポケモンジェネレーションズ（ラッキー）

2017年
- クレヨンしんちゃん外伝 家族連れ狼（ひまわり）
- クレヨンしんちゃん外伝 お・お・お・のしんのすけ（ひまわり）

2020年
- スーパードラゴンボールヒーローズ プロモーションアニメ（全王）

### ゲーム
1992年
- 雀偵物語2 宇宙探偵ディバン 出動編（魔獣メルリス）
- 少年アシベ ゴマちゃんのゆうえんち大冒険（ゴマちゃん）
- Rise of the Dragon 〜A BLADE HUNTER MYSTERY〜（キャンディ）

1993年
- 雀偵物語3 セイバーエンジェル（麻尾索紀 / マジカルサキ）
- ムーンライトレディ（彩月日和子 / アルテミス）
- 夢見館の物語（少女、淑女）

1995年
- アイドル雀士スーチーパイ Special（桜井美優里）
- アイドル雀士スーチーパイ Remix（桜井美優里）
- アイドル雀士スーチーパイ Limited（桜井美優里）
- カブキ一刀涼談（みこし）
- ゲーム天国（みさと）
- テイルズ オブ ファンタジア（1995年 - 2003年、ミント・アドネード） - 2作品
- 鬼神童子ZENKI FX 金剛焱闘（宝沢望美）
- 魔法騎士レイアース（セラ） - セガサターン版

1996年
- アイドル雀士スーチーパイII Limited（桜井美優里）
- 王国のグランシェフ
- 銀河お嬢様伝説ユナ 哀しみのセイレーン（一条院ミサキ）
- クラッシュ・バンディクー レーシング（ポーラ）
- 新スーパーロボット大戦（コニー・フランシス）
- チップちゃんキィーック！（チャップ）
- 同級生（田中美沙）※セガサターン版
- 対戦アイドル麻雀ファイナルロマンスR（小泉りな）
- ヒロインドリーム2（幼稚園児の静）
- ファーランドストーリーFX（アリシア）
- メルティランサー 銀河少女警察2086（スキュラ）
- ライトニングレジェンド 大悟の大冒険（ノーティ・ノウ）
- ラダマントゥスG（沖田寛子）
- 流星雀士キララ☆スター（川奈絵里）
- ワルキューレの伝説 外伝 ローザの冒険（ビアンカ）

1997年
- アーマード・コア（オペレーター＆コンピューターボイス）
- 銀河お嬢様伝説ユナ3 LIGHTNING ANGEL（一条院ミサキ）
- ゲーム天国（みさと）
- シルエットミラージュ（デュナミス）
- だいすき（藍・瑠璃）
- DESIRE（エレナ・フランソワ）
- 同級生2（田中美沙）
- 同級生麻雀（田中美沙）
- バルクスラッシュ（キナ・デビアス）
- ファーランドストーリー〜四つの封印〜（アリシア）
- 麻雀ハイパーリアクション2（ヒュパティア）
- 魔法学園LUNAR!（アンチ）

1998年
- アジト2（ピロン星人）
- AZEL -パンツァードラグーン RPG-（ローダ）
- GUNばれ!ゲーム天国（みさと）
- がんばれゴエモン〜来るなら恋! 綾繁一家の黒い影〜（サン）
- GUILTY GEAR（メイ、梅喧〈初代〉）
- 少女革命ウテナ いつか革命される物語（影絵少女B子、チュチュ）
- スーチーパイアドベンチャー ドキドキナイトメア（桜井美優里）
- 超魔神英雄伝ワタル ANOTHER STEP（おべんと娘、サクヤ用もんペット）
- ツインズストーリー きみにつたえたくて…（青梅理奈）
- ピカチュウげんきでちゅう（トゲピー）
- ポポローグ（メル）
- みさきアグレッシヴ!（揚麗花）

1999年
- SDガンダム GGENERATION（1999年 - 2012年、アルヴェニシカ・キースト、コニー・フランシス） - 9作品
- スーパーロボット大戦コンプリートボックス（プレシア・ゼノキサス）
- バトル昆虫伝（リリー）
- ぷよぷよ〜ん（ハーピー）
- マジカルドロップF 大冒険もじゃない!（ラバーズ、ワールド）
- LOVE^2 トロッコ（イリヤ）
- ラングリッサーミレニアム（リン・マオシン）
- トンバ! ザ・ワイルドアドベンチャー

2000年
- アジト3（ピロン星人）
- カナリア 〜この想いを歌に乗せて〜（八朔絵理）
- キミにSteady（栗原成美）
- GUILTY GEAR X（メイ）
- クラッシュ・バンディクー カーニバル（ポーラ）
- ケロケロキング（チューチュー、ルミエル、カチンコチンJr.）
- 高機動幻想ガンパレード・マーチ（東原ののみ）
- サンライズ英雄譚（水木なつみ）
- スーパーロボット大戦α（コニー・フランシス）
- 世界一ツイてない女 どつぼちゃん（風ちゃん）
- 超鋼戦紀キカイオー（魔法少女ポリン）
- 仙界大戦（黒点虎）
- フランベルジュの精霊（シャルロット）

2001年
- 風のクロノア2 〜世界が望んだ忘れもの〜（タット）
- キッズステーション クレヨンしんちゃん オラとおもいでつくるゾ!（野原ひまわり）
- こみっくパーティー（桜井あさひ）
- 真・瑠璃色の雪 〜ふりむけば隣に〜 PS版（こるり）
- スーパーロボット大戦α外伝（プレシア・ゼノサキス）
- 仙界通録正史（黒点虎）
- 大乱闘スマッシュブラザーズDX（ピチュー、トゲピー）
- てんたま（花梨）
- プリズム・ハート DC版（アンジェ、アーニャ）
- レガイア デュエルサーガ（マリエンヌ）

2002年
- パニクルパネクル（いーいぬ）
- 王子さまLV1 PS版（ナタブームの子分）
- GUILTY GEAR XX（メイ）
- すべてがFになる 〜THE PERFECT INSIDER〜（真賀田四季）
- Phantom -PHANTOM OF INFERNO-（キャル・ディヴェンス）
- フーリガン〜君のなかの勇気〜（マルグレーテ）
- ブレイブナイト 〜リーヴェラント英雄伝〜（リィーナ＝アーフォルグ）
- ボンバーマンジェネレーション（ビューティボンバー）

2003年
- 王子さまLV1.5 PS版（ナタブームの子分）
- GUILTY GEAR XX #RELOAD（メイ）
- ケロケロキングDX（ペイペイ）
- SUNRISE WORLD WAR Fromサンライズ英雄譚（なつみ）
- スイートレガシー 〜ボクと彼女の名もないお菓子〜（吉野屋よしの）
- テイルズ オブ ファンタジア GBA版（ミント・アドネード）
- てんたま（花梨）
- プライベートナース 〜まりあ〜（宮森彩乃、宮森由乃）
- ポケモンチャンネル 〜ピカチュウといっしょ!〜（ポケモン役多数）

2004年
- クラッシュ・バンディクー5 え〜っ クラッシュとコルテックスの野望?!?（ニーナ・コルテックス）
- クレヨンしんちゃん 嵐を呼ぶ シネマランドの大冒険!
- 機神咆吼デモンベイン（ソーニャ、稲田比呂乃、ルルイエ異本）
- 金色のガッシュベル!! うなれ!友情の電撃2（ウマゴン）
- 金色のガッシュベル!! 激闘!最強の魔物達（ウマゴン）
- 金色のガッシュベル!! 友情タッグバトル フルパワー（ウマゴン）
- らいむいろ戦奇譚☆純（九鬼）

2005年
- GUILTY GEAR XX / -SLASH-（メイ）
- こみっくパーティーPORTABLE（桜井あさひ）
- 金色のガッシュベル!! うなれ!友情の電撃 ドリームタッグトーナメント（ウマゴン）
- 金色のガッシュベル!! ゴー!ゴー!魔物ファイト!!（ウマゴン）
- 金色のガッシュベル!! 友情タッグバトル2（ウマゴン）
- ちゅ〜かな雀士てんほー牌娘（安倍鈴音）

2006年
- ガンパレード・オーケストラ（東原希望）
- GUILTY GEAR XX Λ CORE -ACCENT CORE-（メイ）
- CLANNAD PS2版（岡崎汐）
- クレヨンしんちゃん 最強家族カスカベキング うぃ〜（ひまわり）
- クレヨンしんちゃん 伝説を呼ぶ オマケの都ショックガーン!
- 山佐DigiワールドSP 燃えよ! 功夫淑女（チーパオ）
- JEANNE D'ARC（ヘンリー6世）

2007年
- アイドル雀士スーチーパイIII Remix（桜井美優里）
- アイドル雀士スーチーパイIV（桜井美優里）
- ウミショー（PS2版）（武田聖斗）
- おじゃる丸DS おじゃるとおけいこ あいうえお（愛ちゃん）
- クレヨンしんちゃんDS 嵐を呼ぶ ぬってクレヨ〜ン大作戦!
- この青空に約束を― 〜melody of the sun and sea〜（沢城凛奈）
- ラチェット&クランク5 激突!ドデカ銀河のミリミリ軍団（ルナ）

2008年
- クレヨンしんちゃん 嵐を呼ぶ シネマランド カチンコガチンコ大活劇!
- 大乱闘スマッシュブラザーズX（トゲピー）
- 伝説のスタフィー たいけつ!ダイール海賊団（スタフィー）

2009年
- ギャラクシーエンジェルII　永劫回帰の刻（クッキー）
- クレヨンしんちゃん 嵐を呼ぶ ねんどろろ〜ん大変身!
- モンスターハンター3（2009年、チャチャ）
- ポケパークWii 〜ピカチュウの大冒険〜（ミュウ）

2010年
- アイドル雀士スーチーパイIV ぽ〜たぶる（桜井美優里）
- クレヨンしんちゃん おバカ大忍伝 すすめ!カスカベ忍者隊!
- クレヨンしんちゃん ショックガ〜ン!伝説を呼ぶオマケ大ケツ戦!!（ひまわり）
- 祝福のカンパネラ Portable（フィオーレ・ベルリッティ）
- スーパーロボット大戦OGサーガ 魔装機神 THE LORD OF ELEMENTAL（プレシア・ゼノサキス）
- プロジェクトケルベルス（恵）
- ぼくのなつやすみポータブル2 ナゾナゾ姉妹と沈没船の秘密!（カコ〈君野里佳子〉）

2011年
- クレヨンしんちゃん 宇宙DEアチョー!? 友情のおバカラテ!!
- モンスターハンター3G（2011年、チャチャ）

2012年
- スーパーロボット大戦OGサーガ 魔装機神 THE LORD OF ELEMENTAL（プレシア・ゼノサキス）
- スーパーロボット大戦OGサーガ 魔装機神II REVELATION OF EVIL GOD（プレシア・ゼノサキス）
- 第2次スーパーロボット大戦OG（プレシア・ゼノサキス）

2013年
- スーパーロボット大戦OGサーガ 魔装機神III PRIDE OF JUSTICE（プレシア・ゼノサキス）

2014年
- GUILTY GEAR Xrd -SIGN-（メイ）
- クレヨンしんちゃん 嵐を呼ぶ カスカベ映画スターズ!（野原ひまわり）
- スーパーロボット大戦OGサーガ 魔装機神F COFFIN OF THE END（プレシア・ゼノサキス）

2015年
- GUILTY GEAR Xrd -REVELATOR-（メイ）
- 大乱闘スマッシュブラザーズ for Nintendo 3DS / Wii U（トゲピー）
- ポポロクロイス牧場物語（青いおおかみ）

2017年
- クレヨンしんちゃん 激アツ! おでんわ〜るど大コン乱!（ひまわり、巾着姫モッチー）

2018年
- 大乱闘スマッシュブラザーズ SPECIAL（ピチュー、トゲピー）
- ポポロクロイス物語 ナルシアの涙と妖精の笛（メル）

2019年
- 金色のガッシュベル!! Golden Memories（ウマゴン）
- スーパードラゴンボールヒーローズ ワールドミッション（全王）

2021年
- GUILTY GEAR -STRIVE-（メイ）
- クレヨンしんちゃん 「オラと博士の夏休み」〜おわらない七日間の旅〜（野原ひまわり）
- 共闘ことばRPG コトダマン（ウマゴン）
- スーパーロボット大戦30（コニー・フランシス、サンユン）
- THE KING OF FIGHTERS ALLSTAR（メイ）

2022年
- 風のクロノア 1&2アンコール（タット）
- ドラゴンクエストX オフライン（アルウェ）

2023年
- グランブルーファンタジー（ドーマウス）

2024年
- 金色のガッシュベル!! 永遠の絆の仲間たち（ウマゴン）
- クレヨンしんちゃん 「炭の町のシロ」（ひまわり）
- ドラゴンボール Sparking! ZERO（全王）
- Wizardry Variants Daphne（エルモン）

### 吹き替え

#### 映画
- 愛を殺さないで
- IT ※テレビ東京版
- イン・アメリカ/三つの小さな願いごと（アリエル・サリヴァン〈エマ・ボルジャー〉）
- インデペンデンス・デイ（パトリシア・ホイットモア〈メイ・ホイットマン〉）※ソフト版
- クローンズ（ジェニファー・キニー〈ケイティ・ショロスバーグ〉）
- サイボーグコップ（フランキー）※VHS版
- ザ・エージェント（レイ・ボイド）※DVD・ビデオ版
- サンキュー、ボーイズ（アメリア〈マギー・ギレンホール〉）
- シーズ・オール・ザット（ケイティ〈ガブリエル・ユニオン〉）
- ジュラシック・パークIII（チャーリー）
- シンプル・ウィッシュ（アナベル〈マーラ・ウィルソン〉）
- スティーヴン・キング/痩せゆく男（リンダ・ハレック）
- スパイキッズ4D:ワールドタイム・ミッション（スパイ・ベビー）
- スペース・ジャム（トゥイーティー）
  - スペース・プレイヤーズ[80]
- スリーメン&リトルレディ（メアリー）
- 大災難P.T.A.（マーティ）
- デンジャラス・ビューティー（シェリル）※DVD、WOWOW版
- ドラゴン・ワールド（幼い頃のジョニー）
- ハード・ウェイ（ボニー〈クリスティーナ・リッチ〉）※ソフト版
- パトリオット・ゲーム（サリー・ライアン〈ソーラ・バーチ〉）※DVD・ビデオ版
- バロン ほらふき男爵の冒険（フリーダ〈ヘレン・オットマン / イザベル・オットマン〉）
- 光る眼（マーラ・チャッフェ）※テレビ版
- フリッパー（マービン）
- プロブレム・チャイルド2（トリキシー・ヤング）
- ペット・セマタリー（エリー）※フジテレビ版
- ポネット（ユダヤ人の女の子アダ〈レオポルディーヌ・セール〉）
- マイ・ボディガード（ピタ・ラモス〈ダコタ・ファニング〉）
- マチルダ（ラベンダー〈キアミ・ダヴァエル〉）
- 魔法の森のおしゃべりクマさん/スリー・ベアーズ&リトル・レディ（ゴールディ）
- ミセス・ダウト（ナタリー・ヒラード〈マーラ・ウィルソン〉）※テレビ朝日版
- ミラクル7号（マギー〈ハン・ヨンホア〉）
- モンキー・リーグ/史上最強のルーキー登場（リズ）
- ユー・ガット・メール（キャスリーン・ケリー〈メグ・ライアン〉）※DVD版
- ユニバーサル・ソルジャーII（アニー）
- リトル・プリンセス（ロッティ〈ケルシー・マルーニー〉）
- ルーカスの初恋メモリー
- ルーニー・テューンズ:バック・イン・アクション（トゥイーティー）
- わたしたちの島で わんぱくアザラシのモーセ（チョルヴェン〈マリア・ヨハンソン〉）

#### ドラマ
- アース2（トゥルー・ダンジガー〈J・マディソン・ライト・モリス〉）
- アボンリーへの道（ドーラ・キース）※第39話以降
- ER緊急救命室シリーズ
  - シーズン1（タチアナ〈ミラーナ・ヴァイントゥルーブ〉）
  - シーズン3 第9話（ナタリー）
  - シーズン11 第9話（マティ・プライス）
- 宮廷女官チャングムの誓い（キョンウォン王子）
- スタートレック:ヴォイジャー（メゾッティ）※第136話以降
- チャームド 〜魔女3姉妹〜シーズン7（カイル）※第145話
- 朱蒙〜チュモン〜（ユリ〈幼少時代〉）
- デスパレートな妻たち（パーカー）
- ノック! ノック! ようこそベアーハウス（オジョ）
- 走れ!ケリー（クリス・パターソン）
- ビバリーヒルズ高校白書 シーズン3（スージー）※第11話
- フルハウス（ニッキー・コクラン、アレックス・コクラン）
- フレンズ（サラ〈メイ・ホイットマン〉）
- ミレニアム（ジョーダン・ブラック）

#### アニメ
- アニマニアックス（ミンディ）
- アラジンの大冒険（女の子）
- ThunderCats（Snarf）
- パパはグーフィー
- プチバンピ（プチバンピ[81]）
- マジック・スクール・バス（アーノルド）
- リトルフットシリーズ（ダッキー）
- ルーニー・テューンズ（トゥイーティー）
  - バックス・バニーのぶっちぎりステージ
  - シルベスター&トゥイーティー ミステリー（トゥイーティー）
  - トゥイーティーのフライング・アドベンチャー 80日間世界一周大冒険（トゥイーティー）
  - ベビー・ルーニー・テューンズ（ベビー・トゥイーティー）
  - ルーニー・テューンズ・ショー（トゥイーティー[82]、ペチュニア・ピッグ）
  - 新 ルーニー・テューンズ（トゥイーティー）
  - ルーニー・テューンズ・カートゥーンズ（トゥイーティー[83]）
  - バッグス・バニー ビルダーズ（トゥイーティー[84]）
- ローリー・ポーリー・オーリー（ゾーイー）
- わんわん物語II（コレット）

### 特撮
- ボイスラッガー（1999年、μ〈ミュー〉の声）

### テレビドラマ
- イノセンス 冤罪弁護士（日本テレビ、解説放送）
- 俺のスカート、どこ行った?（日本テレビ、副音声〈アイパートナー〉）
- 先に生まれただけの僕（日本テレビ、解説放送）
- サバイバル・ウェディング（日本テレビ、解説放送）
- 女子アナ。（フジテレビ系列/予告スポットのサウンドロゴ）
- ドロ刑 -警視庁捜査三課-（日本テレビ、解説放送）
- Missデビル 人事の悪魔・椿眞子（日本テレビ、解説放送）
- もみ消して冬〜わが家の問題なかったことに〜（日本テレビ、解説放送）
- 35歳の少女（日本テレビ、解説放送）

### テレビ番組
- おかあさんといっしょ
  - モノランモノラン（ヒューヒュー袋、救急ぱこさん）
  - ポコポッテイト（ララパ、トッチョ）
- お願い!ランキング（テレビ朝日、2012年3月10日、クレヨンしんちゃんのひまわりの声優として紹介された）
- 女優魂（中京テレビ、女優をテーマにした回で本物の声優として出演）
- そっとテロリスト（フジテレビ）（一部コーナーのナレーション）
- 大胆MAP 人気アニメキャラクターの声をやっている人の顔を全部見せちゃうよ!ベスト30 2008年最新版（テレビ朝日、2008年1月20日、クレヨンしんちゃんの野原ひまわり役として紹介された）
- 日テレアップDate!（日本テレビ、解説放送）
- むしまるQシリーズ（カンガルーの赤ちゃん、タコの下っ引）
- わくわくどうぶつえん（ぶーばーがー）

### CM
- NECホームエレクトロニクス ムーンライトレディ
- 任天堂 伝説のスタフィーシリーズ（スタフィー）

### ラジオ
- 同級生 恋愛専科（文化放送・ラジオ大阪 ショッカーO野と）
- ひの出街探偵事務所・ひので街探偵事務所108（AM神戸　ショッカーO野と） ※HPは数年更新されていません（正確には内部コンテンツは随時更新中）
- ボイスパラダイスvol.5（NHK-FM 2007年8月16日・17日）
- 志の輔ラジオ 落語DEデート（文化放送、2008年7月13日）
- 東京REMIX族（J-WAVE）

### CD
- Week（1998年9月23日/KLDA-1002、ラジオ『同級生 〜恋愛専科〜』）

#### キャラクターCD
- NEWドリームハンター麗夢 殺戮の夢幻迷宮（「シェリーの子守歌」を収録、1992年4月25日/CYCC-10005）
- 「妖精ディック」ディック・音の妖精図鑑（「ディックを呼ぶ唄」を収録、1992年9月21日/COCC-10200）
- 誘惑COUNT DOWN VOCAL ALBUM（「花のお江戸の春風娘」を収録、1995年3月24日/JSCA-59013、「暴れん坊少年」主題歌）
- とうきょうデンキKIRAKIRA合唱団 THE COVERS（「To be Yourself」を収録、1995年3月25日/TDCD-1074、テレビアニメ『キャッ党忍伝てやんでえ』エンディング曲のカバー）
- 『アイドルプロジェクト』関連
  - アイドルプロジェクト First Present（「オ・ン・ナ・の果実」「実力派に愛のエールを」を収録、1995年4月21日/JSCA-29015）
  - アイドルプロジェクト Second♡Stage（「やる気のシャボン玉」「人魚のため息」を収録、1996年5月24日/JSCA-29038）
  - アイドルプロジェクト New Dream（「恋のワナ 〜Trap of love」「IMITATION PAZZLE」を収録、1998年10月28日/KLCA-2003）
- ママはぽよぽよザウルスがお好き イメージアルバム（「おやすみなさい…」「ヒョウガとジュラのにがおえおえかきうた」を収録、1996年5月22日/SRCL-3490）
- 怪盗セイント・テール オールスター ソングコレクション（「Noiseな二人」「真夏の夜のショータイム」を収録、1996年7月1日/POCX-1036）
- VS騎士ラムネ&40炎 超天然 未来形アルバム2 パラレル・バケーション（「PQ:「だめでちゅよ!ご主人ちゃま」」を収録、1996年9月21日）
- 同級生麻雀 PREMIUM CD（「せつない勇気」を収録、1997年1月17日）
- 『クレヨンしんちゃん』ひまわり役関連
  - クレヨンしんちゃん4〜ひまわりちゃん誕生記念!!〜（「ひまわりちゃんのテーマ」を収録、1997年4月10日/AMCM-4287）
  - 映画 クレヨンしんちゃん 嵐を呼ぶ モーレツ! サウンドトラック大全集（「私のささやかな喜び」を収録、2003年6月18日/COCX-32232/3）
- The Seven Heroes & Cinderella 英雄降臨 ORIGINAL SOUND TRACK（「あなたに逢いたい」を収録、1997年4月28日/TYCY-5552）
- 魔法ロイドのぞみちゃん達! ボーカルコレクション（「野望の主題歌」「風のホーミィ」を収録、1997年5月21日/WDCD-30006）
- 『アイドル雀士スーチーパイ』関連
  - スーチーパイアドベンチャー VOCAL COLLECTION（「Voyage〜銀河のイマージュ〜」を収録、1998年3月11日/TYCY-5597）
  - アイドル雀士スーチーパイ スペシャルサウンドアルバム（「DIN-DON」を収録、1999年6月25日/ABCA-24）
  - アイドル雀士スーチーパイ ボーカルコレクション（「Wai Wai」「星のほほえみ」「エールを送るよ」「いつだって大丈夫(B)」を収録、1999年11月17日/FSCA-10112）
- ゲーム天国 戦え!DJ戦隊ゲーテンジャー（「to Your Dream」「e-thai-fau-die!!」「ラブリースター」を収録、1998年4月17日/TKCA-71543）
- セイバーマリオネットJtoX ジャポネス春待月乙女紀行（「ゆめ みつけた」を収録、1998年12月16日/KICA-435）
- 『おじゃる丸』関連（田村愛（カズマのママ）、亀田トメ&カメ）
  - おじゃる丸 オリジナルサウンドトラック1（「愛ちゃんとマコトさん」を収録、1999年1月21日/CRCA-20005）
  - 劇団飛行船マスクプレイミュージカル おじゃる丸ミュージカルサウンドトラック（「プリンでおじゃる」を収録、2001年1月24日/CRCA-20011）
  - おじゃる丸 オリジナルサウンドトラック2（「長生きなんだもん」を収録、2002年5月22日/CRCA-20012）
  - この町いつも〜貧ちゃんの歌〜（「われら月光町ちっちゃいものクラブ」を収録、2003年4月23日/CRDA-1008）
  - われら月光町ちっちゃいものクラブ（2004年4月21日/CRCA-1005）
  - おじゃる丸 オリジナルサウンドトラック3（「貧ちゃんの歌 part1 ビビンビ・ビン」「貧ちゃんの歌 part2 ラーララ・ラー」を収録、2004年9月17日/CRCA-20014）
  - 電ボのブンブン節（「しみじみ」を収録、2006年4月5日/CRCA-1006）
  - おじゃる丸 サウンド・トラック大全集（「愛ちゃんとマコトさん」「長生きなんだもん」「われら月光町ちっちゃいものクラブ」を収録、2006年10月4日/CRCA-20019）
- TVシリーズ ボイスラッガー ソングコレクション（「ハッピーをおねがい」を収録、1999年2月17日/FSCA-10074）
- RISING SOUL（「ダイナマイトマンボ」を収録、1998年5月21日/NECA-13048、OVA『ジオブリーダーズ 魍魎遊撃隊 File-X ちびねこ奪還』エンディング曲）
- ラプラスにのって（「みんなであるこう!」を収録、1999年8月21日/ZMDP-1026、テレビアニメ『ポケットモンスター』イメージ曲）
- 「なんでもQ」歌のアルバム大全集 ?はてなのはね?（「あいつの名前はナマケモノ」を収録、2000年6月21日/COCX-30959/60）
- てんたま サウンドコレクション+α!!（「もしも私が天使でも」を収録、2001年3月23日/SCDC-00073、PSゲーム『てんたま』オープニング曲）
- プライベートナース -まりあ- vocal mini album（「Changing Life」を収録、2003年11月/HIDPC-1007）
- 『金色のガッシュベル!!』ウマゴン役関連
  - ガッシュベル体操 〜やさしい王様になるために〜（2004年6月23日/NECM-12076）
  - 金色のガッシュベル!! キャラクターソングシリーズ ボーイズサイド（「ウマゴンロック」を収録、2004年7月22日/NECA-30115）
  - 金色のガッシュベル!! キャラクターソングデュエットシリーズ LEVEL.2（「ジャングルジムの決闘」を収録、2004年12月22日/NECA-13041）
  - 金色のガッシュベル!! キャラクターソングデュエットシリーズ LEVEL.3（「gracious&groovy」を収録、2005年1月23日/NECA-13042）
- ちゅ〜かな雀士てんほー牌娘 テーマソングCD（「星と力と孤独を抱いて」を収録、2004年12月28日、PS2ゲーム特典）
- 『ふしぎ星の☆ふたご姫』シリーズ（プーモ役関連）
  - ふしぎ星の☆ふたご姫 プリンセスコレクション★ファイン（「プモプモマーチでプモ!」を収録、2005年8月3日/NECA-13043）
  - ふしぎ星の☆ふたご姫 ふしぎ星の☆クリスマス（「サンタが町にやってくる」を収録、2005年11月23日）
  - ふしぎ星の☆ふたご姫 ふしぎ星の☆ベストアルバム（「プモプモマーチでプモ!」を収録、2006年2月22日）
- この青空に約束を― 〜ようこそつぐみ寮へ〜 キャラクターソングCDシリーズ Vol.1 沢城凛奈（「言葉にできなくて…」を収録、2007年6月6日/ZMCZ-3400）
- 『チーズスイートホーム』シリーズ（チー役関連）
  - おうちがいちばん（テレビアニメ『チーズスイートホーム』主題歌）
  - チーさな大冒険（「おうちにかえろう」を収録、2009年5月27日/NECM-10131、テレビアニメ『チーズスイートホーム あたらしいおうち』イメージ曲）
  - チーズスイートホーム おでかけえほんつきCD（「なわばりソング」を収録、2009年8月26日/NECA-13048）

#### ドラマCD
- アイドルプロジェクト クライム♥プランニング（ルカ・エッセンポルカ）
- 蒼のマハラジャ（モイラ）
- ヴァンパイアハンター ダークネスミッション（アニタ、リンリン）
- キャッ党忍伝てやんでえ 猫座第一回公演（おたま）
- 吸血鬼ハンターDシリーズ（子供）
  - 吸血鬼ハンター D-北海魔行II -やがて、夏-
  - 吸血鬼ハンター D-北海魔行III -冬来たりなば-
- お姉ちゃんの3乗（奈乃菜レモン）
- GIRLSブラボー CDバラエティ 3時のおやつ（福山リサ）
- Candy Quartz apartmentシリーズ（上田祐貴）
  - Candy Quartz apartment〜あさ〜
  - Candy Quartz apartment〜ひる〜
  - Candy Quartz apartment〜よる〜
  - Candy Quartz apartment〜よなか〜
- CLANNAD 古河さんち（岡崎汐）（劇場版CLANNAD・パンフレット特別版特典CD）
- ごはんを食べようシリーズ（玖珂はるか）
  - ごはんを食べよう1
  - ごはんを食べよう2
  - ごはんを食べよう3
  - ごはんを食べよう4
  - ごはんを食べよう5
  - ごはんを食べよう6
- ドラマCD CLANNAD 光見守る坂道で 第4巻（岡崎汐）
- 秋桜の空に 〜ひなたの子鹿〜（姉倉弥絵）
- G線上の魔王 サウンドドラマ-償いの章- 第一巻（浅井花音）
- 聖獣伝承ダークエンジェル（玻）
- 星方天使エンジェルリンクス DRAMA TRACKS II（ハマー）
- せんせいのお時間 2時間目（お姉さん、猿、女子校生B）
- 超幕末少年世紀タカマル ちゃんぽん王国国立ちゃんぽん学園大学芸会! 国をあげての大騒ぎ!でござる（どすこいさん、プミ坊）
- 天使禁猟区（メタトロン）
- ふしぎ星の☆ふたご姫シリーズ（プーモ）
- 魔法陣グルグル ドラマCD 〜大迷惑!熱血妖精の恩返し〜（ミグ）
- メルティランサー イースタンメトロポリス事件ファイル #2（スキュラ）
- リフレインラブ2 〜この空を、いつか見たように〜（甘木梢）

### その他コンテンツ
- ぽん・ぱ
  - ガルルーどうぶつえん（歌、ナレーション）
  - わくわく 冬の工作（ナレーション）
  - 森の絵本
- 山佐 燃えよ!功夫淑女（チーパオ）（スロット機の液晶キャラ）
- フレッシュプリキュア! ミュージカルショー〜うたって おどって しあわせゲットだよ!!〜（シフォン）
- みお & みほ（みお、みほ）（Windows版18禁「美少女鑑賞ソフト」）
- 「路地猫」オリジナルサウンドトラック（2008年11月26日、ジョリー・ロジャー）
- 朗読劇『Fate/Grand Order Fes. 2022 〜7th Anniversary〜「FGO THE DRAMALOGUE-アヴァロン・ル・フェ-」』（2022年、オーロラの声[85]）